# Ionel Rapaport
Pour les articles homonymes, voir Rapaport.
Florian Ionel Rapaport, né le 30 mars 1909 à Buzău en Roumanie et mort en 1972 dans le Wisconsin, est un médecin d'origine roumaine, spécialiste en endocrinologie et en psychopathologie.

## Biographie
Ionel Rapaport a grandi en Roumanie dans une famille juive. Il a étudié la médecine à l'université de Bucarest.
Pendant la Seconde Guerre mondiale, il s'installe à Paris, où il a étudié sous la direction du professeur Charles Blondel en poste à la chaire de psychologie pathologique à la Sorbonne. Sa thèse de doctorat de médecine, portait sur le rituel de castration.
En 1953, il émigre aux États-Unis et est allé à l'université du Wisconsin. Son œuvre la plus célèbre est son "introduction à la psychopathologie collective de la secte mystique russe des Skoptzy.

## Travaux
- Rituel de la castration: L'état mental des Skoptzy, Librairie Lipschutz, Paris: 1937
- Introduction à la mystique de la secte collective psychopathologie de Skoptzy, éditions Erka, Paris, 1949 (Collection internationale de psychologie sociale normale et pathologique)
- Étude des troubles menstruels dans la Bible et le Talmud, Revue d’histoire de la médecine hébraïque (Impr ABEC), Paris 1954 (Extrait de la "Revue d'histoire de la médecine hébraïque" N ° 9. juillet 1951)
- Collection internationale de psychologie sociale normale et pathologique, Paris, 1948
- Les Faits de castration rituel; Essai sur les formes pathologique de la conscience collective, Lille, 1945 (Thèse de Lettres Paris, 1945)
- Nouvelles recherches sur le mongolinisme à propos du rôle pathogénique du fluor, Bulletin de l'Académie nationale de médecine, 1959]